# Velika nagrada Zandvoorta 1949
Velika nagrada Zandvoorta 1949 je bila dvanajsta dirka za Veliko nagrado v Sezoni Velikih nagrad 1949. Odvijala se je 31. julija 1949 na dirkališču mestu Zandvoort. 

## Rezultati

### Finale
| Poz | Dirkač                  | Moštvo                     | Dirkalnik        | Krogi | Čas/Odstop |
| --- | ----------------------- | -------------------------- | ---------------- | ----- | ---------- |
| 1   | Luigi Villoresi         | Scuderia Ferrari           | Ferrari 125      | 40    | 1:21:06.9  |
| 2   | Emmanuel de Graffenried | Privatnik                  | Maserati 4CLT    | 40    | 1:21:37.2  |
| 3   | Princ Bira              | Enrico Platé               | Maserati 4CLT    | 40    | 1:21:48.8  |
| 4   | Giuseppe Farina         | Officine Alfieri Maserati  | Maserati 4CLT    | 40    | 1:22:30.6  |
| 5   | Philippe Etancelin      | Automobiles Talbot Darracq | Talbot-Lago T26C | 40    | 1:22:59.6  |
| 6   | Reg Parnell             | Reg Parnell Racing Team    | Maserati 4CLT    | 40    | 1:23:07.1  |
| 7   | Bob Gerard              | Privatnik                  | ERA B            | 39    | +1 krog    |
| 8   | Louis Rosier            | Ecurie Rosier              | Talbot-Lago T26C | 39    | +1 krog    |
| 9   | Johnny Claes            | Privatnik                  | Talbot-Lago T26C | 38    | +2 kroga   |
| 10  | David Hampshire         | Privatnik                  | ERA B            | 35    | +5 krogov  |
| Ods | Cuth Harrison           | Privatnik                  | ERA B            |       |            |
| Ods | John Horsfall           | Privatnik                  | ERA B            |       |            |
| Ods | Alberto Ascari          | Scuderia Ferrari           | Ferrari 125      |       | Trčenje    |
| Ods | George Abecassis        | Privatnik                  | Alta GP          |       |            |
| DNS | Peter Whitehead         | Scuderia Ferrari           | Ferrari 125      |       | Motor      |

- Najboljši štartni položaj: Luigi Villoresi
- Najhitrejši krog: Luigi Villoresi - 1:57.8